# Karin Ernlund

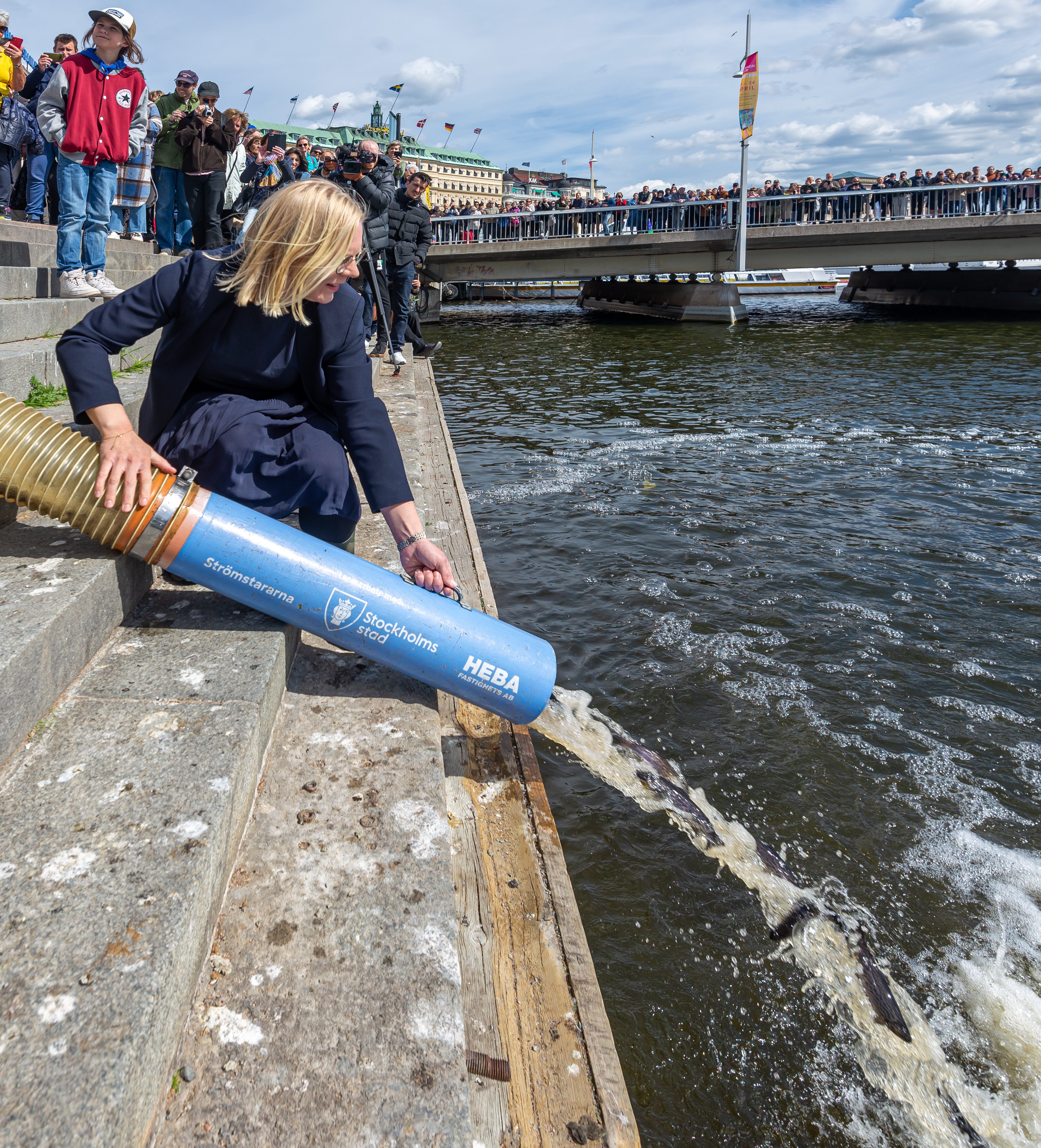
Borgarrådet Karin Ernlund (C) släpper ut lax- och öringsmolt i Stockholms ström under det årliga laxsläppet i maj 2022.

Karin Johanna Ernlund, född 21 oktober 1985 i Vittinge församling i Västmanlands län, är partisekreterare för Centerpartiet. Hon har tidigare varit arbetsmarknads- och integrationsborgarråd samt idrottsborgarråd i Stockholms kommun.
Ernlund var 2009–2011 förbundsordförande för Centerpartiets studentförbund, Centerstudenter. Som förbundsordförande i en av Centerpartiets tre systerorganisationer (Centerstudenter, Centerkvinnorna och Centerpartiets ungdomsförbund) var hon också ledamot av Centerpartiets partistyrelse.
I riksdagsvalet 2010 stod Ernlund på femte plats på Centerpartiets riksdagslista i Uppsala län. Partiet vann ett mandat, och sittande riksdagsledamot Solveig Zander blev omvald.
I början av 2015 tillträdde Karin Ernlund som gruppledare för Centerpartiet i Stockholms stad. I valet 2018 var hon förstanamn i kommunen och fick drygt 3 400 personkryss. Ernlund tillträdde efter valet 2018 som ett av två borgarråd för Centerpartiet i Stockholm. Detta var första gången någonsin som Centerpartiet fått två borgarråd i Stockholm. Karin Ernlund blev arbetsmarknads- och integrationsborgarråd samt idrottsborgarråd.
Under sin tid i Stockholmspolitiken har Ernlund fortsatt driva partiets lokala stadsbyggnadspolitik där hon förespråkar att bygga högt och tätt för att bevara stadens parker och grönområden.
Karin Ernlund utsågs i februari 2023 till ny partisekreterare för Centerpartiet och tillträdde i mars 2023.

## Utbildning
Ernlund har en statsvetenskaplig grundexamen med inriktning på offentlig förvaltning från Förvaltningshögskolan vid Göteborgs universitet.